# Société chimique du Japon
Pour les articles homonymes, voir CSJ.
La Société chimique du Japon (en anglais, Chemical Society of Japan ou CSJ) est une association à but non lucratif dont l'objectif est l'avancement de la recherche en chimie et de sa promotion dans la science et l'industrie.

## Histoire
L'organisation est fondée en 1878 sur le modèle de son homologue britannique qui devint plus tard la Royal Society of Chemistry. L'association japonaise cherche à promouvoir la diffusion des nouvelles avancées au Japon et à l'étranger.   
Le nombre de ses membres est étendu en 1948 avec la fusion de la Société de l'industrie chimique.

## Activités
La participation au Bulletin de la Société chimique du Japon commence en 1926. Les autres publications de la Société se font dans :
- Bioscience, Biotechnology, and Biochemistry (en) ;
- Chemistry Letters.